# Museumsportal
Museumsportale bieten im Internet gebündelte und strukturierte Informationen über Museen sowie teils auch über die jeweiligen Sammlungen.

## Übersicht
In der Regel handelt es sich um Webportale, die sich jedoch in ihren Inhalten unterscheiden können. Einige geben einen strukturierten Überblick über die Museen einer Stadt, einer Region oder eines Bundeslandes, und enthalten beispielsweise übersichtliche Informationen zu Öffnungszeiten, Eintrittspreise sowie Hinweise zu ständigen und Sonderausstellungen. Diese Portale richten sich an den physischen Besucher.
Manche Portale gehen über eine Beschreibung der einzelnen Museen hinaus. Hier treten stattdessen die digitalisierten Sammlungen der Institutionen in den Vordergrund. Der Fokus liegt in diesen Portalen auf der gemeinsamen Darstellung von Objekten und den dazugehörigen Informationen in Form von Metadaten. In diesen Portalen bietet sich dem digitalen Besucher die Möglichkeit einer zentralen Recherche in den Sammlungsbeständen über die Grenzen verschiedener Einrichtungen. Eine zentrale Voraussetzung ist der Einsatz von Datenbanken unter Verwendung gemeinsamer Standards bei der digitalen Erschließung der Sammlungen voraus.

## Museumsportale mit Sammlungsfokus
Museumsportale, deren Fokus auf digitalisierten Sammlungen liegt, lassen sich nach verschiedenen Kriterien unterscheiden. Teils umfassen sie auch Sammlungsbestände anderer Kulturerbeinstitutionen, wie Bibliotheken oder Archive. Einigen von ihnen liegt eine gemeinsame Datenbank zugrunde; andere werden durch Aggregatoren zusammengeführt.
Einige von ihnen sind geografisch definiert und sammeln die Bestände von unterschiedlichen Institutionen am selben Ort, im selben Bundesland oder im selben Land oder Kontinent. Dazu zählen beispielsweise:
- Die Datenbank DigiCult ermöglicht die Online-Recherche in den Sammlungen schleswig-holsteinischer Museen.[8]
- Das Portal Kulturerbe Niedersachsen erschließt dem Nutzer über 50.000 Objekte aus niedersächsischen Museen, Bibliotheken und Archiven. Es baute auf dem Vorläuferprojekt OPAL auf.[9]
- Die Deutsche Digitale Bibliothek ist ein Aggregator und eine Suchmaschine auf nationalem Niveau, das die digitalisierten Kulturgüter deutscher Museen, Archive und Bibliotheken bündelt.[10] Vergleichbar ist dieses Portal mit den nationalen Portalen der USA (Digital Public Library of America) oder Japans (Japan Search[11]).
- Auf internationalem Niveau gibt es Portale, die jeweils die Bestände von Kulturerbeeinrichtungen mehrerer Länder sammeln, wie zum Beispiel Europeana für die europäischen Sammlungsbestände.

Darüber hinaus gibt es Portale, die einen gesammelten thematischen Zugang auf Bestände aus vielen unterschiedlichen Institutionen bieten.
- „Bildindex der Kunst und Architektur“, ein vom Bildarchiv Foto Marburg – Deutsches Dokumentationszentrum für Kunstgeschichte entwickeltes und seit 2000 betriebenes Portal. Dieses bietet Zugriff auf über 1,9 Millionen in der Regel digital illustrierte Sammlungsobjekte aus 80 Museen, Bibliotheken, Archiven und Privatsammlungen in Deutschland und Europa (Stand Februar 2023). Zugrunde liegt eine webbasierte Verbunddatenbank, die eine sammlungsübergreifende und kostenfreie Online-Recherche erlaubt.[12]
- Das gemeinsame Portal des NUMiD-Verbundes ermöglicht die Suche in über 40 Münzsammlungen an 34 unterschiedlichen Institutionen.[13]

Eine dritte Kategorie sind Portale, denen zugrunde dieselbe Sammlungsdatenbank liegt und die den jeweiligen Institutionen die Möglichkeit bietet, ihre Sammlungen so über das Internet verfügbar zu machen. Dazu können auch Portale zählen, die die Sammlungen mehrerer Museen sammeln, die zur selben Organisation gehören.
- museum-digital, eine vom Berliner Institut für Museumsforschung seit 2009 betriebene Datenbank, über welche digitalisierte Museumsexponate der Öffentlichkeit zur Verfügung gestellt werden.
- Die „Sammlungen Online“ stellen einen Teil der digitalisierten Sammlungen der Institutionen zur Verfügung, die zur Stiftung Preußischer Kulturbesitz gehören.[14]